# Antonio Guidi
Antonio Guidi (ur. 13 czerwca 1945 w Rzymie) – włoski polityk, neurolog i neuropsychiatra, parlamentarzysta, w latach 1994–1995 minister ds. rodziny i solidarności społecznej.

## Życiorys
Dotknięty porażeniem mózgowym i w konsekwencji częściowym paraliżem czterokończynowym. Ukończył studia medyczne na Uniwersytecie La Sapienza w Rzymie, specjalizował się w zakresie neurologii i neuropsychiatrii dziecięcej. W latach 1975–1993 odpowiadał za dział rehabilitacji dzieci instytucji służby zdrowia w San Benedetto del Tronto. Wchodził w skład komisji rządowych zajmujących się sprawami osób niepełnosprawnych. W latach 1990–1992 pełnił funkcję sekretarza krajowego organizacji społecznej ARCI, od 1989 do 1993 należał do kierownictwa centrali związkowej CGIL, odpowiadając za departament niepełnosprawnych.
Był członkiem Włoskiej Partii Socjalistycznej. W 1994 dołączył do ugrupowania Forza Italia, z jego ramienia w latach 1994–2001 sprawował mandat posła do Izby Deputowanych XII i XIII kadencji. Od maja 1994 do stycznia 1995 był ministrem ds. rodziny i solidarności społecznej w pierwszym rządzie Silvia Berlusconiego. Od czerwca 2001 do kwietnia 2005 pełnił funkcję podsekretarza stanu w resorcie zdrowia w jego drugim gabinecie.
Od 2008 należał do Ludu Wolności. W 2011 dołączył do Włoskiej Partii Socjalistycznej, a w 2013 przystąpił do ugrupowania Bracia Włosi. W 2022 z jego ramienia został wybrany w skład Senatu XIX kadencji.